# Emmelia trabealis
Emmelia trabealis là một loài bướm đêm trong họ Noctuidae.

## Hình ảnh

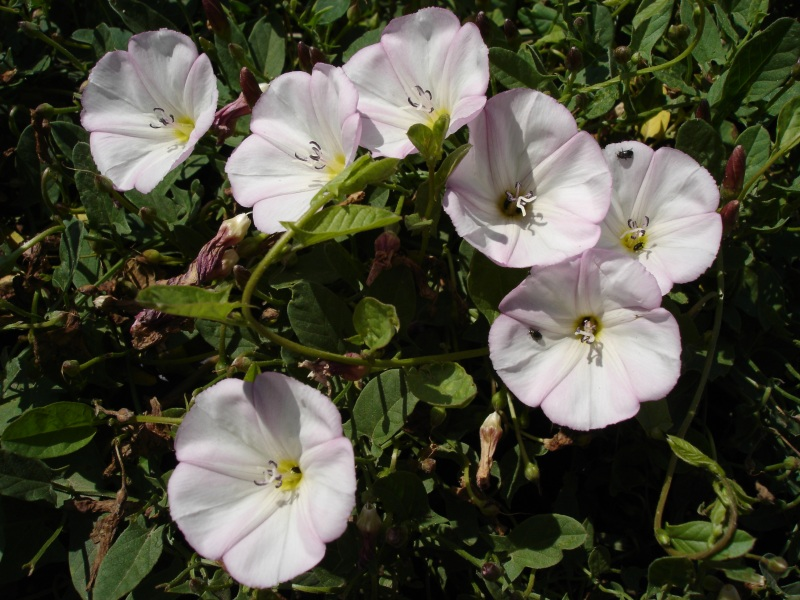
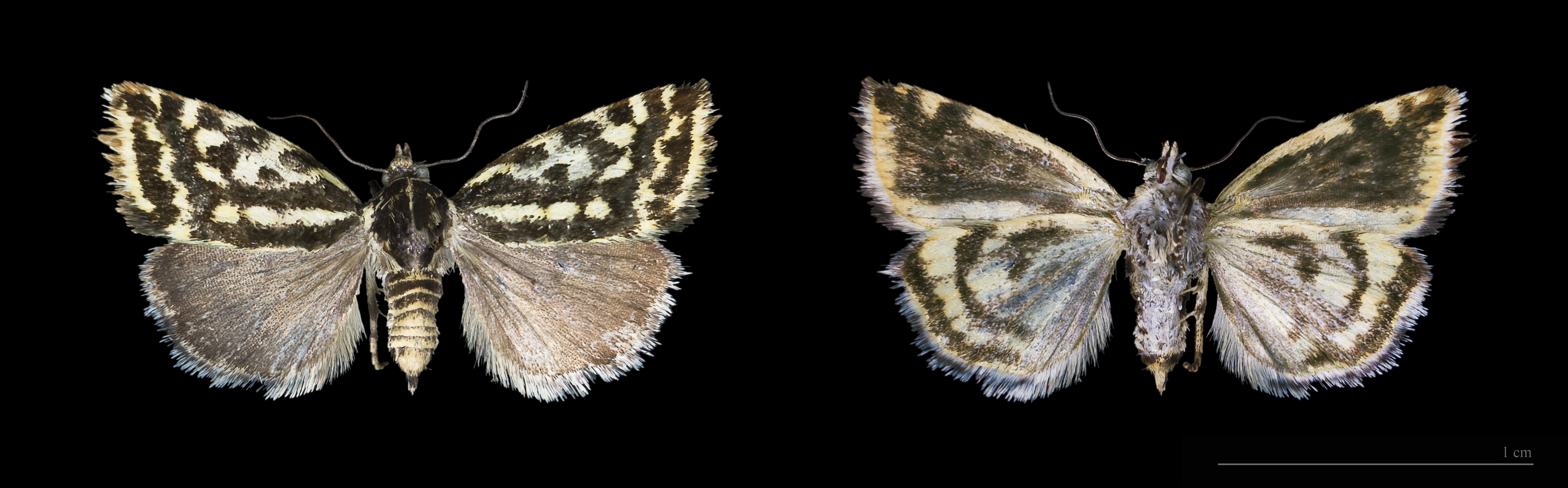
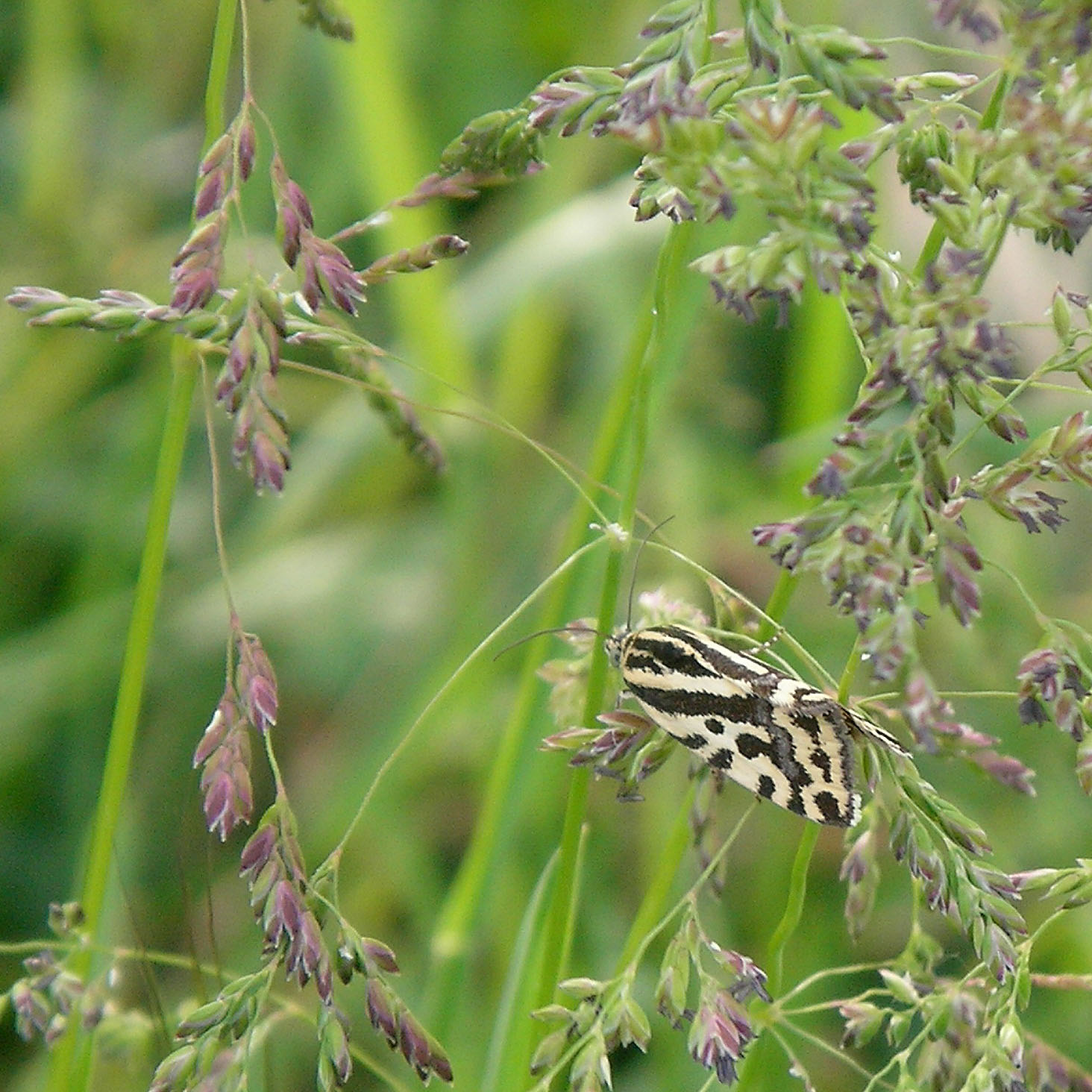
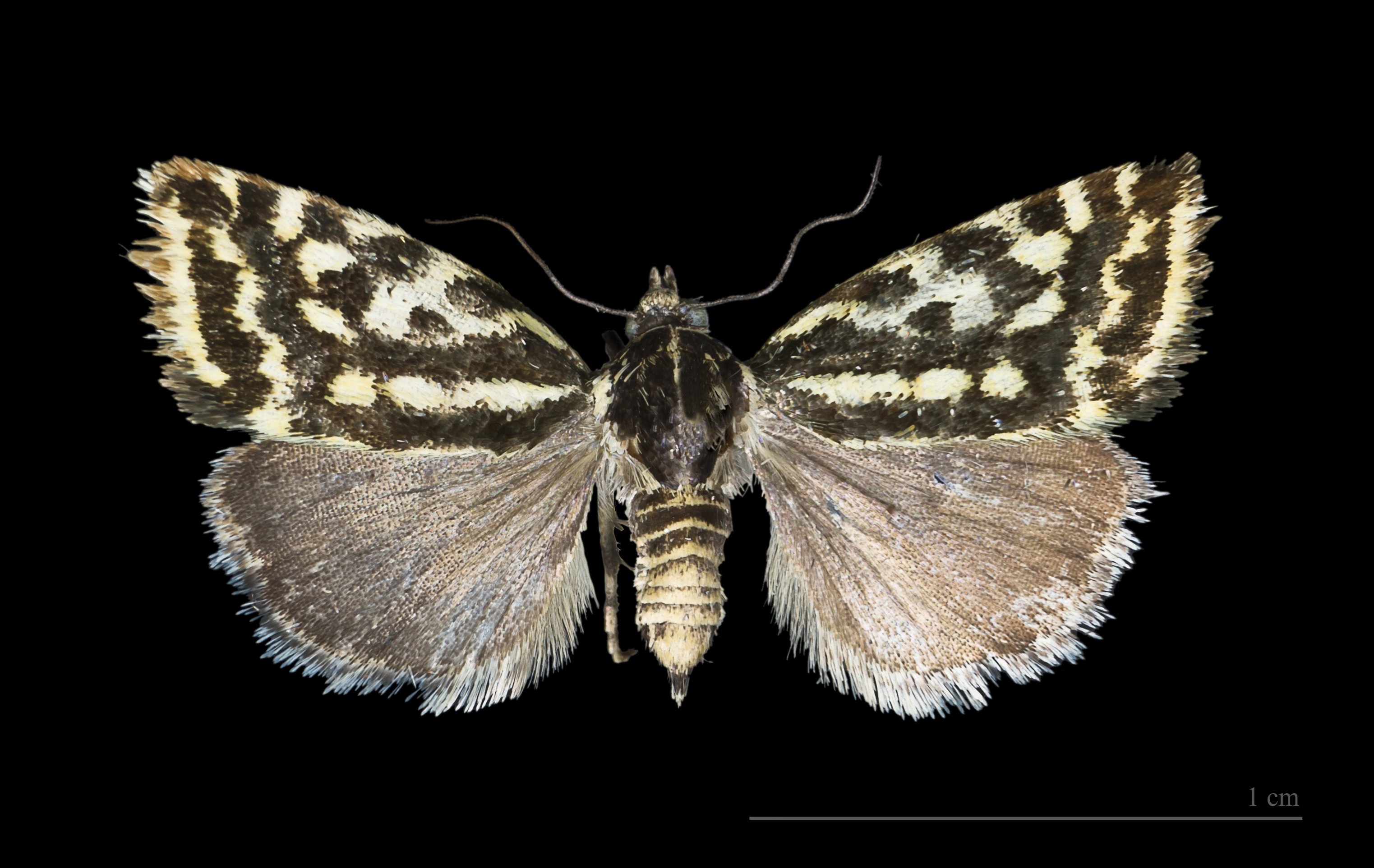